# Tarakanowa (film, 1938)
Pour l’article homonyme, voir Tarakanova.
Pour plus de détails, voir Fiche technique et Distribution.
Tarakanowa est le titre français d'un film franco-italien dont il existe deux versions, en français et en italien. La version française est réalisée par Fédor Ozep, et la version italienne, La principessa Tarakanova, par Fédor Ozep et Mario Soldati. Les deux films sont sortis en 1938.
C'est le remake de Tarakanova réalisé par Raymond Bernard en 1930.

## Synopsis
Le comte Orloff, favori de Catherine II la Grande, est chargé de tromper une jeune princesse qui revendique le trône, afin que la Tsarine puisse ensuite l'éliminer.

## Fiche technique
Source : Ciné-Ressources
- Titre français : Tarakanowa
- Titre italien : La principessa Tarakanova
- Réalisation : Fédor Ozep (version française), Fédor Ozep, Ladislas Vajda et Mario Soldati (version italienne)
- Scénario : Jacques Companeez et Jean Jacoby
- Dialogues : Henri Jeanson
- Décors : André Andrejew, Guido Fiorini
- Costumes : Georges Annenkov
- Directeur de la photographie : Curt Courant
- Musique : Riccardo Zandonai
- Montage : Georges Friedland
- Sociétés de production : Nero Films (Paris), Chronos Films (Paris) (version française), S.A. Film Internationali (Rom) (version italienne)
- Pays de production :  France,  Royaume d'Italie
- Format : Noir et blanc
- Genre : Drame
- Durée : 95 minutes[1]
- Date de sortie[2] :
  - Royaume d'Italie : 16 mars 1938
  - France : 23 mars 1938

## Distribution

### Version française
- Pierre Richard-Willm : Alexis Orloff
- Annie Vernay : Élisabeth Tarakanowa
- Suzy Prim : l'impératrice Catherine II
- Roger Karl : le prince Radziwill
- Abel Jacquin : Nikovsky
- Georges Paulais : le chancelier
- Jacques Berlioz : l'officier
- René Maupré : le seigneur
- René Bergeron : le grand inquisiteur
- Janine Merrey : Mariette, la servante

### Version italienne
- Pierre Richard-Willm, Annie Vernay, Suzy Prim et Roger Karl : mêmes rôles que dans la version française
- Anna Magnani : la camériste
- Alberto Sordi
- Cesare Zoppetti

## Autour du film
Pierre Richard-Willm et Annie Vernay (réunis également dans Le Roman de Werther de Max Ophuls) forment à l'époque « un couple de cinéma idéal  ».